# Anton Kochanowski von Stawczan
 Anton Kochanowski Baron de Stawczan (Anton Kochanowski Freiherr von Stawczan) (n. 17 noiembrie 1817, Ternopil, Regatul Galiției și Lodomeriei, Imperiul Austriac – d. 10 septembrie 1906, Cernăuți, Austro-Ungaria) s-a născut într-o veche familie nobilă poloneză. El a fost politician imperial austriac, mulți ani primar de Cernăuți, deputat în Dieta Bucovinei, membru al Camerei de Deputați (Reichsrat) la Viena și căpitan (mareșal) al Ducatului Bucovinei.
A fost primar al Cernăuțiului între anii 1866-1874 și 1886-1906, timp în care orașul a cunoscut o dezvoltare deosebită.

## Origine

Stema Korwin

Anton Kochanowski von Stawczan provine dintr-o veche familie nobilă poloneză, care a făcut parte din Comunitatea stemei „Korwin”. El a fost un descendent al celebrului poet polonez Jan Kochanowski (1530-1584).
În 1823, tatăl său, Anton Corvin (1785-1841), moșier și proprietarul satelor Stawczan și Kiczera în Galiția, a fost desemnat secretar imperial de district în Cernăuți, unde s-a mutat și familia. Băiatul a început școala în 1822 în Tarnopol, dar din anul următor a urmat școala primară din Cernăuți.

## Biografie

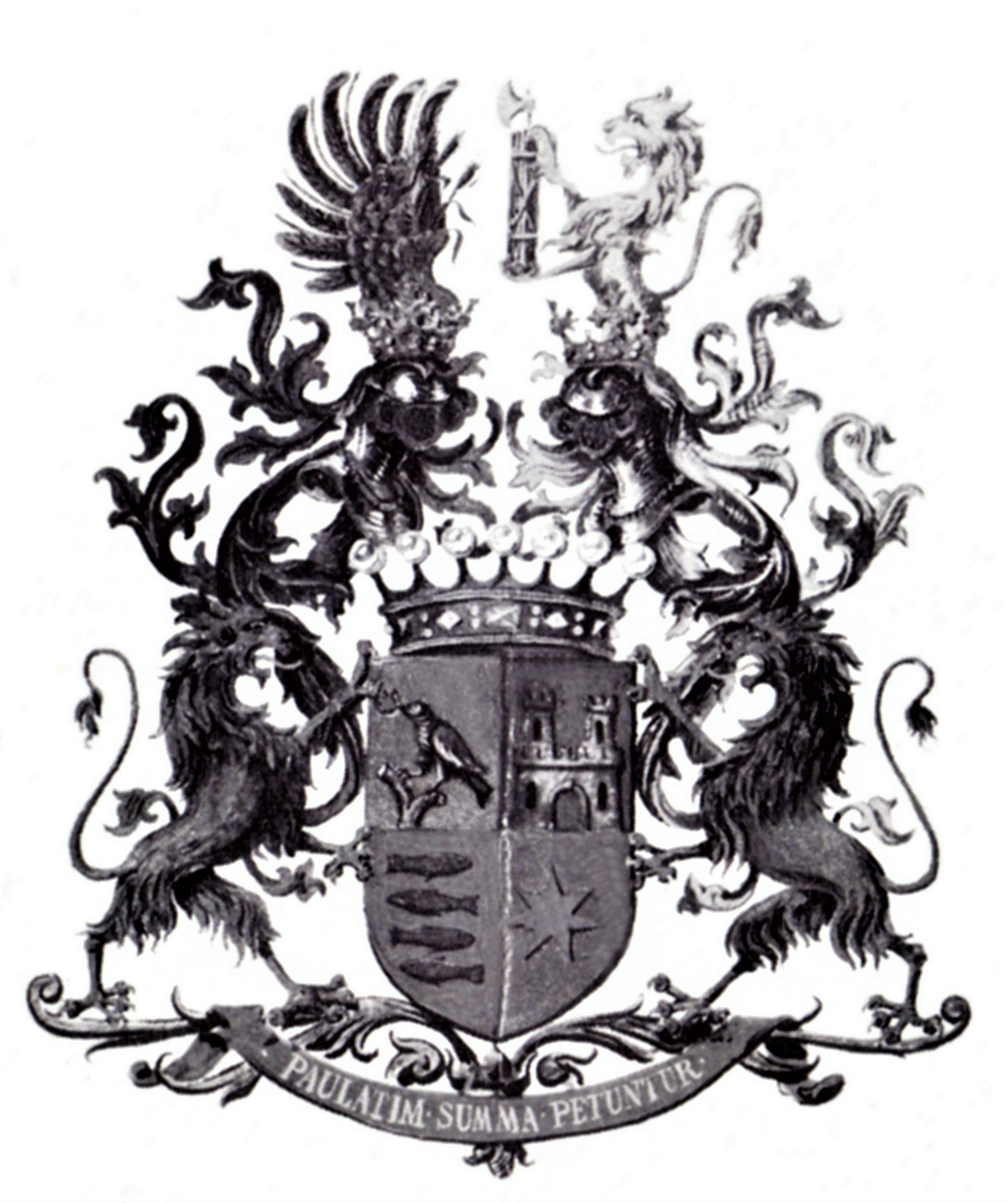
Stema baronilor (1898) Kochanowski von Stawczan

Între anii 1827-1835 a învățat la Liceul din Cernăuți, apoi a studiat dreptul la Universitatea din Liov (Lemberg) și după terminarea studiilor sale, a lucrat ca concipist la diferiți avocați la Liov și Stanislav (Stanislau). După ce Kochanowski s-a supus unui examen pentru a fi recunoscut reprezentant legal din Cernăuți și de asemenea, pentru Oficiul pentru Drepturile Civile în 1847, a fost desemnat prin decret al Ministerului de Justiție din 13 august 1850 ca avocat în Cernăuți, mai târziu (1868-1875) ales chiar președinte al "Asociației Avocaților Bucovinei".
Anton a intrat devreme în "Partidul Liberal German", și în următoarele decenii a funcționat cu succes ca mandatar în numeroase instituții publice.
După demisia primarului Jakob cavaler von Petrowicz în 1866, Kochanowski a fost ales pentru prima dată ca primar de Cernăuți și a deținut această funcție până la alegerea sa ca mareșal al ducatului în 1874. În același timp a fost deputat în Dieta Bucovinei (1868-1904) și membru al Camerei de Deputați (Reichsrat) la Viena (1866-1874), de asemenea a fost desemnat de două ori (1868 și 1871) căpitan adjunct al țării.
În anii 1874-1884 Kochanowski a deținut funcția de mareșal al Ducatului Bucovina, mai întâi, după moartea predecesorului său Eudoxiu baron de Hurmuzachi, pe o perioadă de patru ani, apoi, în 1878, până la înfrângerea sa prin baronul român Alexandru Wassilko de Serecki pentru încă șase ani. În anul 1875 el a fost decorat cu Crucea de comandor al Ordinului Franz Joseph și în anul 1898 de către Regele Carol I al României cu prilejul vizitei sale în Bucovina cu Ordinul regal român „Steaua României” la rangul de comandor. În 1888 a fost premiat cu Ordinul imperial rus „Sfânta Ana” de clasa a 2-a și în 1901 cu Ordinul imperial german Vulturul Roșu de clasa a 2-a.
După deselectarea ca mareșal, el a fost a doua oară primar de Cernăuți și șeful administrației municipale a orașului, mai întâi ca succesorul decedatului cavaler Wilhelm von Klimesch, apoi, mereu reales până în 1905. Sub conducerea sa, municipalitatea a cunoscut o creștere fără precedent. El s-a angajat și a fondat două uzine, o centrală pentru producția de curent și una pentru alimentarea cu apă a municipiului. De asemenea a hotărât extinderea sistemului de canalizare și a ordonat achiziționarea de tramvaie electrice. După demisia lui Kochanowsiki a fost desemnat pe 4 aprilie 1905 "Primar de Onoare" al orașului Cernăuți ("Cetățean de Onoare" era deja din 1889), de asemenea "Strada Primarul Kochanowski" a fost numită după numele său.

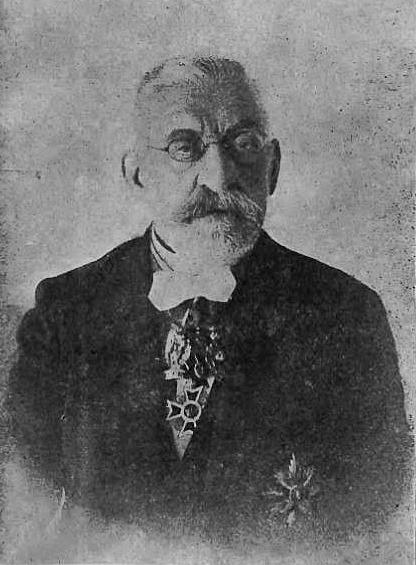
Baronul Kochanowski 1904)

A fost onorat de mai multe ori pentru contribuțiile sale și pe 10 aprilie 1873 i s-a acordat, în calitate de deținător al Ordinului Coroanei de Fier de clasa a 2-a, rangul de cavaler ereditar cu titlul de noblețe "von Stawczan". La 30 noiembrie 1898 (diploma din 22 februarie 1899), cu ocazia celebrării de 50 de ani de domnie a Majestății Sale Franz Joseph al Austriei, a fost ridicat de către împărat la rangul de baron.